# Biefmorin
Biefmorin ist eine französische Gemeinde im Département Jura in der Region Bourgogne-Franche-Comté. Sie gehört zum Arrondissement Dole und zum Kanton Bletterans. 
Die Nachbargemeinden sind Chêne-Bernard und Tassenières im Norden, Bretenières und Villers-les-Bois im Nordosten, Colonne im Südosten, Champrougier und Le Chateley im Süden, Sergenon und Les Deux-Fays im Südwesten sowie Pleure im Nordwesten.

## Weblinks

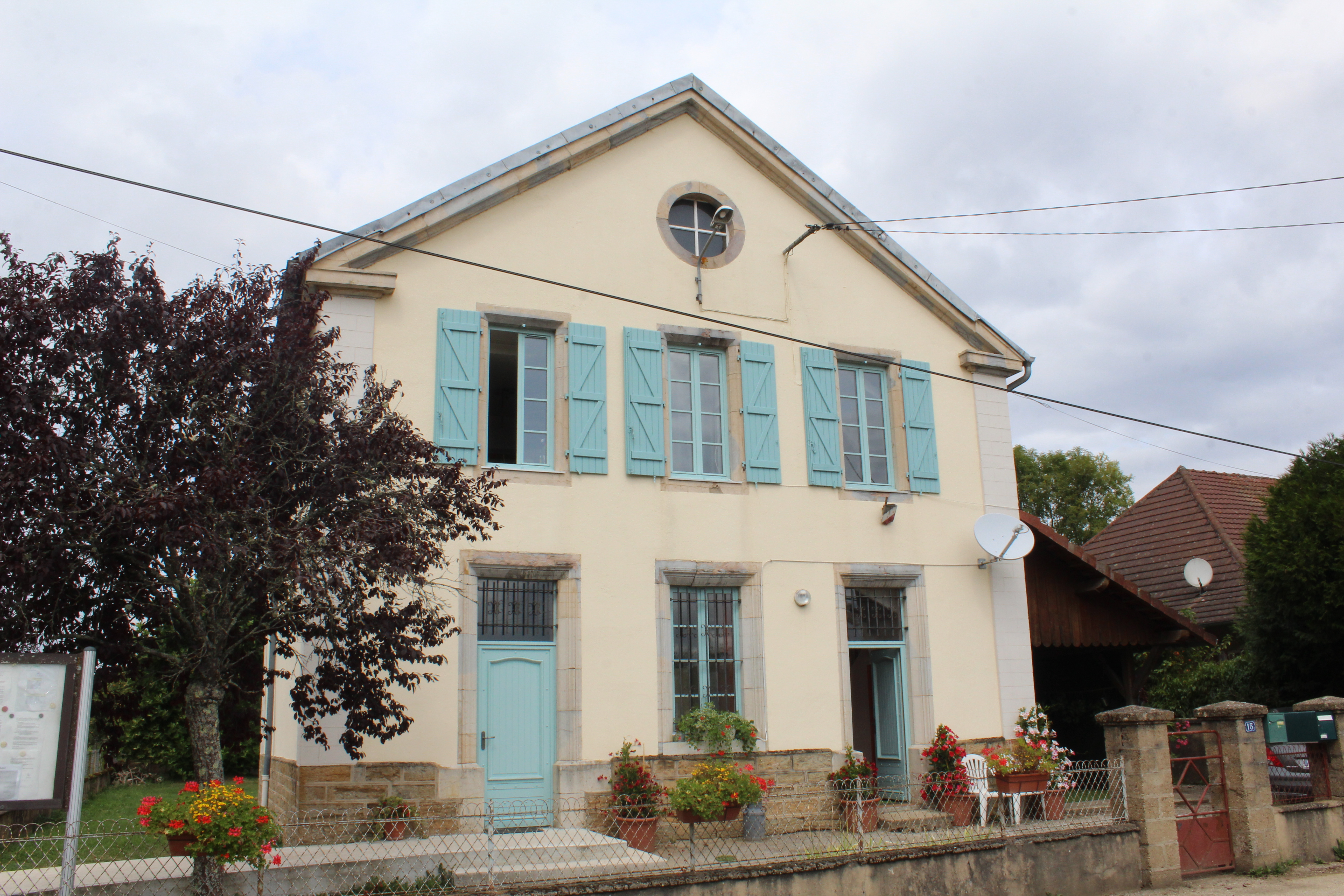
Mairie Biefmorin

## Bevölkerungsentwicklung
| Jahr                       | 1962 | 1968 | 1975 | 1982 | 1990 | 1999 | 2008 | 2017 |
| -------------------------- | ---- | ---- | ---- | ---- | ---- | ---- | ---- | ---- |
| Einwohner                  | 84   | 75   | 63   | 63   | 59   | 67   | 75   | 98   |
| Quellen: Cassini und INSEE |      |      |      |      |      |      |      |      |